# Xie Bingying
Xie Bingying (traditionell kinesiska: 謝冰瑩?, förenklad kinesiska: 谢冰莹?, pinyin: Xiè Bīngyíng) född 5 september 1906 i Loudi, Hunan, Kina, död 5 januari 2000, var en kinesisk soldat och författare. 
Xie var en av de första kvinnliga soldaterna i modern historia och deltog i Nordfälttåget. Hennes litterära rykte började med de dagböcker hon skrev under soldattiden. Hon arresterades i Japan för motståndsverksamhet 1935. 1948 flyttade hon till Taiwan för att undkomma kommunisternas maktövertagande. 1974 emigrerade hon till USA.

## Framstående verk
- Girl Rebel: the autobiography of Hsieh Pingying, with extracts from her new war diaries (Adet and Anor Lin), Da Capo Press, New York, 1940
- Autobiography of a Chinese Girl: a genuine autobiography (Tsui Chi), G. Allen & Unwin,  London, 1943
- A Woman Soldier's Story: The Autobiography of Xie Bingying,translated by Lily Chia Brissman and Barry Brissman, Columbia University Press, New York, 2001.